# NGC 6293
NGC 6293 ist ein Kugelsternhaufen im Sternbild Ophiuchus. NGC 6293 hat eine Helligkeit von 8,3 mag und eine Winkelausdehnung von 8,2 Bogenminuten. Das Objekt ist zwischen 25.000 und 30.000 Lichtjahre vom Sonnensystem entfernt und weniger als 5000 Lichtjahre vom galaktischen Zentrum.
Das Objekt wurde am 24. Mai 1784 von William Herschel entdeckt.